# Otto Thielemann (Heimatforscher)
Otto Thielemann (* 10. November 1893 in Eltze; † 4. Dezember 1990 in Goslar) war ein deutscher Lehrer und Heimatforscher.

## Leben
Der Sohn eines Landwirts wuchs auf dem Thielemann-Hof in Eltze im damaligen Kreis Peine auf. Er wurde von 1908 bis 1911 in der Präparandenanstalt in Gifhorn und von 1911 bis 1914 am Lehrerseminar in Northeim zum Volksschullehrer ausgebildet. Anschließend unterrichtete er in Schönhagen, Harzungen, Urbach und Duingen. Von 1915 bis 1918 nahm er am Ersten Weltkrieg teil. Im Dezember 1918 erhielt er eine Schulstelle in Groß Mahner, die er bis 1922 innehatte. Dort heiratete er 1923 die Lehrertochter Elisabeth Hohnschopp, mit der er nach Goslar übersiedelte. Thielemann legte 1927 die Mittelschullehrerprüfung ab. Er war bis zu seiner Pensionierung Mittelschul- bzw. Realschullehrer in Goslar.
Thielemanns geschichtliches Interesse wurde am Northeimer Seminar unter K. Dageförde und A. Tecklenburg geweckt. Er nahm an Kursen für Ur- und Frühgeschichte und Bodendenkmalkunde teil, die der Direktor des Provinzialmuseums Hannover, Karl Hermann Jacob-Friesen, ab 1930 anbot. In den 1930er Jahren war er an den Ausgrabungen der Königspfalz Werla beteiligt. Auf dem Pfalzgelände ergrub er Zeugnisse der jungsteinzeitlichen Rössener Kultur. In Othfresen erforschte er einen frühmittelalterlichen Reihengräberfriedhof. Er baute im Goslarer Museum die urgeschichtliche Abteilung auf. Thielemann war von 1941 bis 1968 ehrenamtlicher Kreisheimatpfleger und Archivpfleger des Landkreises Goslar. Zu seinem Freundes- und Bekanntenkreis zählten die niedersächsischen Heimatforscher Wilhelm Barner, Otto Fahlbusch, Georg Köstermann, Curt Sauermilch und Franz Zobel.
Über mehrere Jahrzehnte dokumentierte er die Sprache seines Heimatortes Eltze im damaligen Kreis Peine und überließ diese Sammlung schließlich der Georg-August-Universität Göttingen. Die Veröffentlichung erfolgte 2010 im Rahmen einer sprachwissenschaftlichen Dissertation (hierin das Wörterbuch [S. 11–217] und eine Biographie Thielemanns [S. 359–364]).
Thielemann starb im Dezember 1990 hochbetagt in Goslar und wurde auf dem dortigen Waldfriedhof bestattet.

## Ehrungen
Thielemann wurde 1943 die im selben Jahr von Gauleiter Hartmann Lauterbacher geschaffene Rudorff-Plakette verliehen. Im Jahre 1959 wurde er mit dem Bundesverdienstkreuz geehrt. Die städtische Verdienstplakette der Stadt Goslar erhielt er 1975. Thielemann war Ehrenmitglied des Geschichtsvereins Goslar.

## Schriften (Auswahl)
Thielemann verfasste über 400 heimatkundliche Publikationen zur Vor- und Urgeschichte, zur Volkskunde, zur Mundarten- und Namenkunde sowie zum Natur- und Denkmalschutz. Er publizierte insbesondere in Tageszeitungen, Heimatbeilagen, der Braunschweigischen Heimat, dem Goslarer Bergkalender und den Schriften des Harzvereins. Sein Hauptwerk ist die 1977 erschienene Urgeschichte am Nordharz.
- Land am Nordharz. In: Braunschweigische Heimat 1941, 32, S. 67–69.
- Eine Rössener Prachtvase von Burgdorf, Kreis Goslar. In: Die Kunde 1941, Jg. 9/10.
- Steinzeitliche Höhensiedler am Nordharz. In: Braunschweigische Heimat 1943, 34, S. 30–32.
- 650 Jahre Vienenburg. In: Braunschweigische Heimat 1955, 41, S. 78–82.
- Neuer Dolchfund an der „Alten Straße“. In: Braunschweigische Heimat 1957, 43, S. 1–2.
- Urgeschichte am Nordharz. Goslar, 1977.
- Die Flurnamen von Jerstedt und Hahndorf. Goslar, 1987.